# 쓰리애니아이앤시
쓰리애니아이앤시(3ANYINC)은 대한민국의 홈페이지제작업체다.
2006년 설립 이후 약 10,000건의 홈페이지를 제작하였으며 제작한 홈페이지의 유지보수 서비스를 제공하고 있다.
[웹사이트(Website.co.kr)] 브랜드명으로 홈페이지 제작 및 운영에 필요한 웹호스팅, 보안서버(SSL), 도메인 등 인터넷 서비스 운영에 필요한 서비스를 제공한다.